# 僕らだけの未来
『僕らだけの未来』（ぼくらだけのみらい）は、GARNET CROWの15枚目のシングル。2004年1月14日に発売された。

## 解説
前作「君という光」に続き、オリコントップ10位以内に入った作品である。ロック感あふれるラテンナンバー。この曲は、3rdアルバム『Crystallize 〜君という光〜』に、カップリング曲の「Float World」とともに収録予定だった『サンドヒル』という曲を急遽作り直し、シングル化された。作り直す前の曲はもっと地味だったらしい(詳しくはGARNET CROWの『楽曲制作・その他』の項を参照)。

## 収録曲
1. 僕らだけの未来
  - 作詞：AZUKI七 / 作曲：中村由利 / 編曲：古井弘人

フジテレビ系『感動ファクトリー すぽると!』テーマソング[1]
この曲で日本テレビ系『速報!歌の大辞テン』に出演した際、中村由利が「ある雑誌で『僕だらけの未来』と紹介されていた。『僕らだけの未来』なので間違えないで」とコメントした。実際にどの雑誌が「僕だらけの未来」と記載したのかは不明である。
演奏時間は3分11秒と、シングル曲の中では最も短い。
2. Float World
  - 作詞：AZUKI七 / 作曲：中村由利 / 編曲：古井弘人、Miguel Sá Pessoa
3. lose feeling
  - 作詞：AZUKI七 / 作曲：中村由利 / 編曲：古井弘人
4. 僕らだけの未来 (instrumental)

## 収録アルバム
僕らだけの未来
- すぽると! MEMORIAL〜Sweat and Tears〜
- I'm waiting 4 you
- Best
- THE BEST History of GARNET CROW at the crest...
- THE ONE 〜ALL SINGLES BEST〜

Float World
- THE BEST History of GARNET CROW at the crest...（初回限定盤のみ）
- GOODBYE LONELY 〜Bside collection〜

lose feeling
- GOODBYE LONELY 〜Bside collection〜